# Biševo
Biševo oder Bisove (italienisch Isola Busi) ist eine kroatische Insel in der Adria. Sie liegt fünf Kilometer südwestlich der Insel Vis und ist 5,92 km² groß. Biševo ist von allen bewohnten Inseln Kroatiens am weitesten vom Festland entfernt: Der nächste Punkt der dalmatinischen Küste befindet sich über 50 Kilometer weiter nördlich. Administrativ gehört die Insel zum Gemeindegebiet der Stadt Komiža.
Der zentrale Teil von Biševo besteht überwiegend aus einem Nummulitenkalkstein des Oligozän, dem in den oberen Höhenlagen eine Fläche aus äolischen Sanden seit dem Pleistozän aufliegt. Im Norden, Süden und Südosten der Insel besteht der Untergrund aus einem Rudistenkalkstein der Oberkreide.
Interessant sind die vielen Höhlen der weit auf der offenen See liegenden Insel. Ihre Eingänge liegen zum Teil unter der Meeresoberfläche. Die bekannteste Höhle ist die Modra špilja (Blaue Grotte) an der Ostküste. Besonders schön sind dort die Lichteffekte, die durch die Brechung der Sonnenstrahlen an der Wasseroberfläche entstehen.
Biševo und die kleinen umliegenden Inseln waren lange Zeit das letzte Rückzugsgebiet der Mittelmeer-Mönchsrobbe (Monachus monachus) in der Adria. Seit der Öffnung des Archipels für den Tourismus gingen die ohnehin sehr kleinen Bestände immer mehr zurück.

## Weinbau
Auf Biševo wird Weinanbau betrieben. Auf der ökologisch weitgehend unversehrten Insel Biševo gedeiht ausschließlich die Rebsorte Plavac mali. Wie auf den Inseln Hvar, Brač und Vis ist dieser Wein sehr üppig, hat eine dunkle rubinrote Farbe und einen hohen Alkoholanteil sowie ein ausgeprägtes Aroma, das vom leicht bitteren Geschmack und dem üppigen Bouquet gekennzeichnet wird.

## Galerie

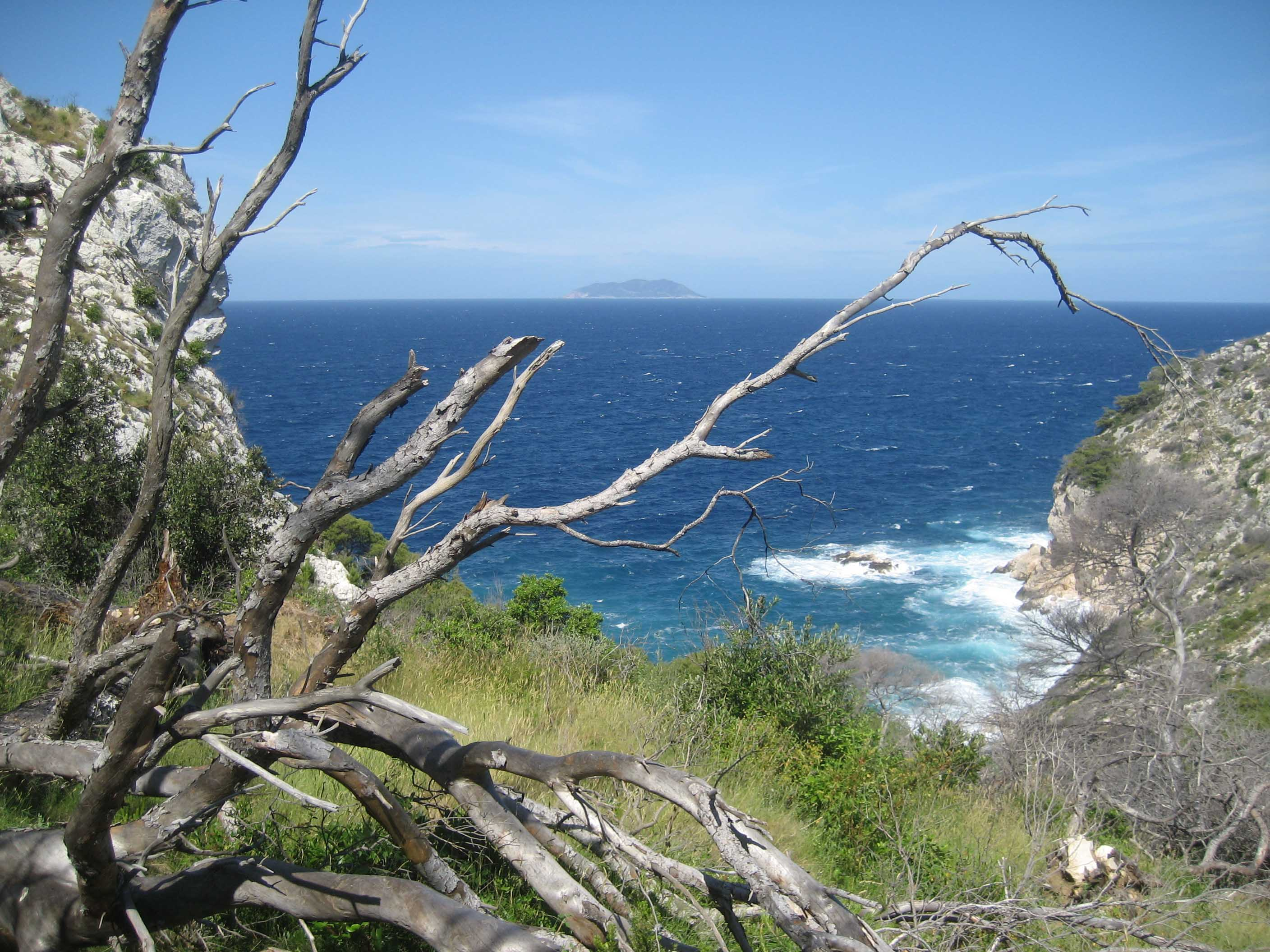
Westküste von Biševo mit Blick auf die Insel Sveti Andrija (St. Andrea)
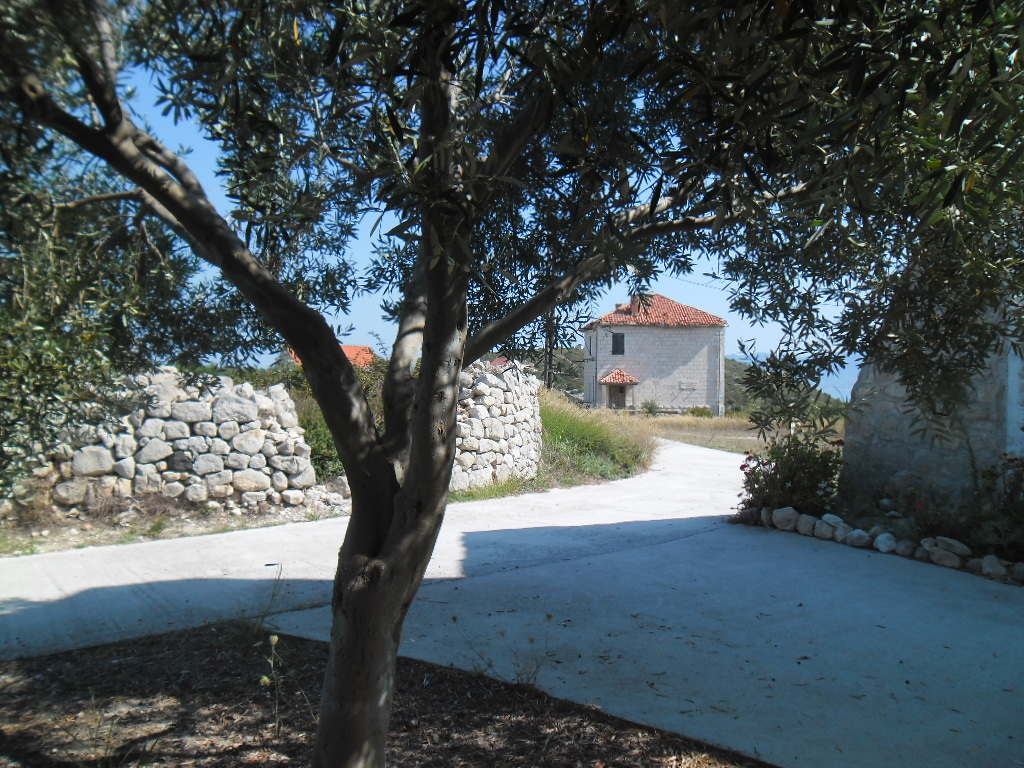
Siedlungslage auf Biševo
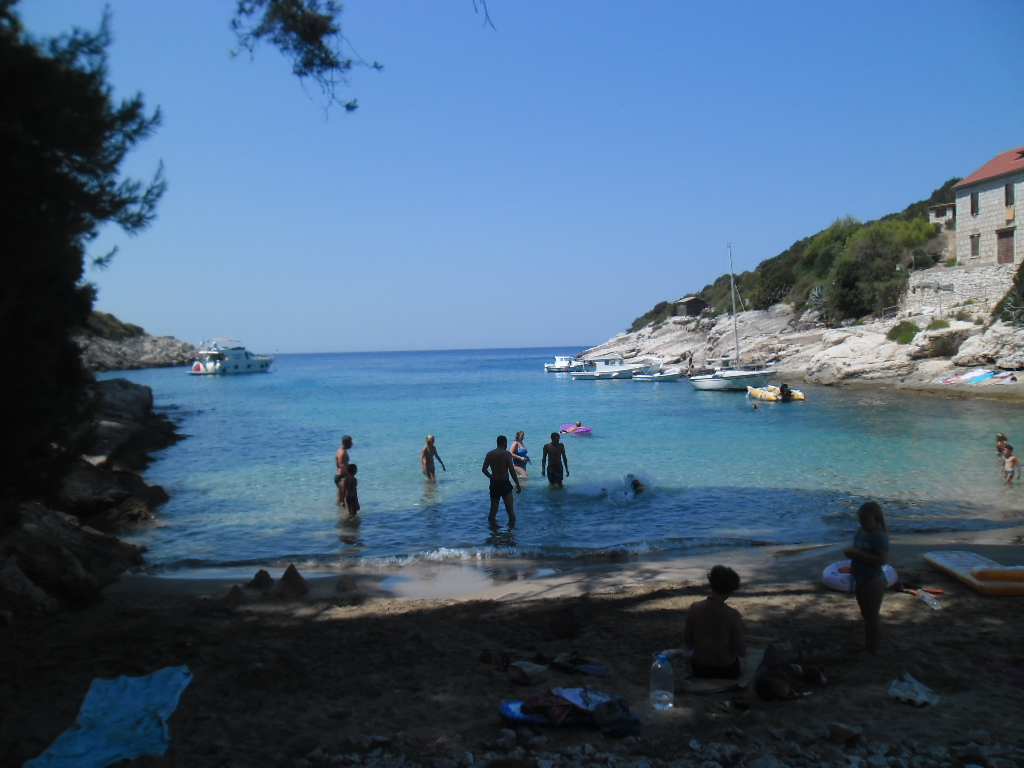
Badende in der Salbunara-Bucht (nordwestliches Biševo)
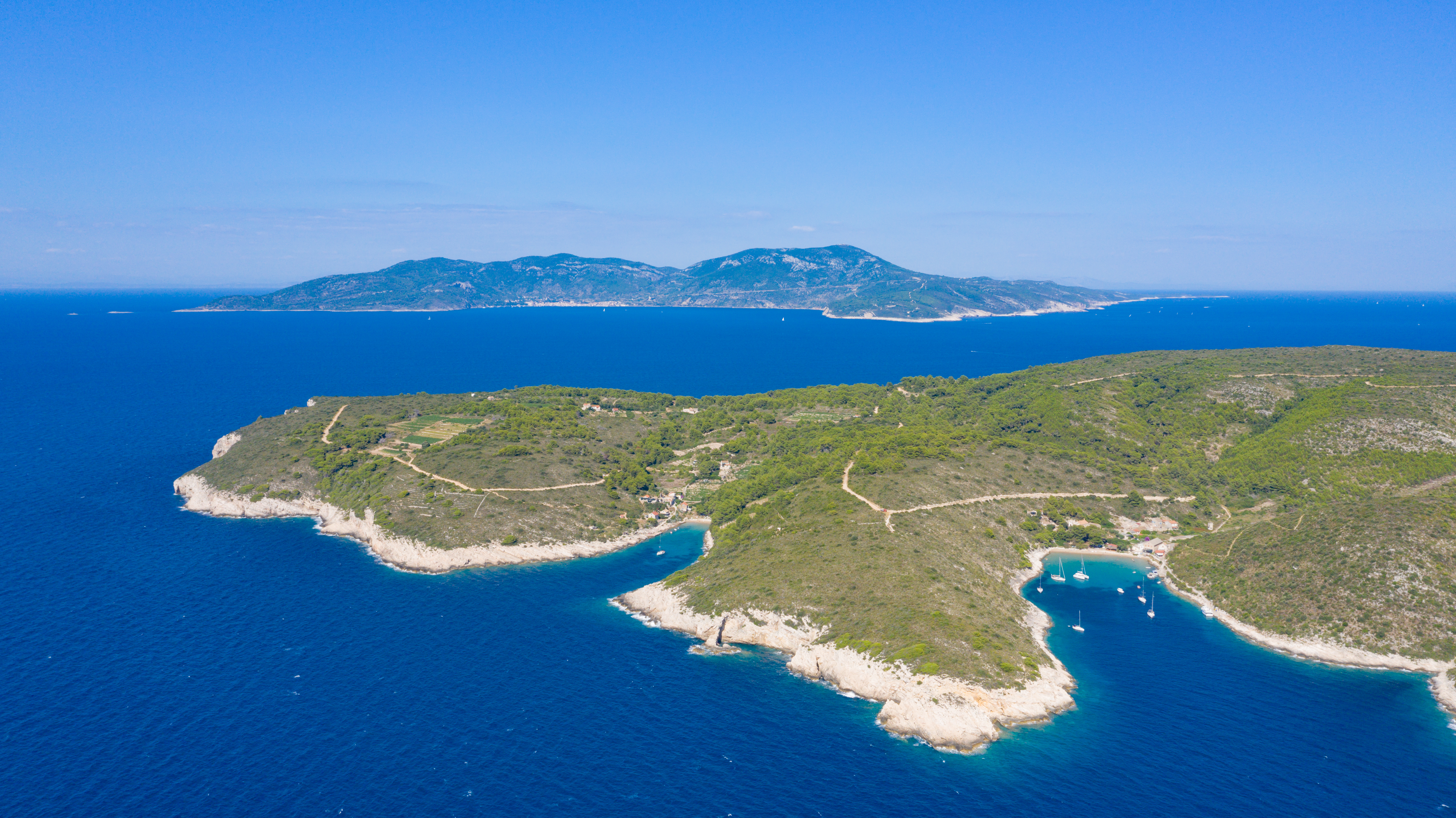
Nordabschnitt der Insel und Blick nach Vis
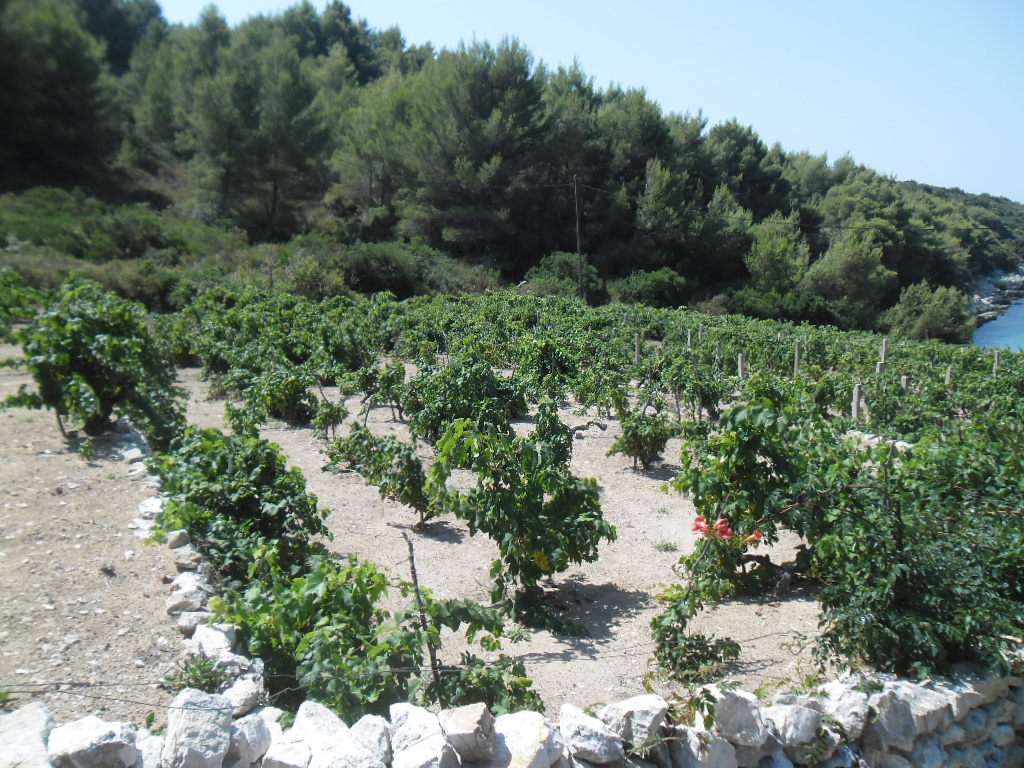
Weinbau auf der Insel